# Big Boy (locomotora)
Big Boy fue el nombre dado a veinticinco locomotoras de vapor articuladas del Union Pacific Railroad clase 4000 4-8-8-4 construidas entre 1941 y 1944 por la Alco. La locomotora número 4014 fue re-adquirida por la Union Pacific en 2013 para ser restaurada. La restauración de la locomotora fue finalizada a principios de mayo de 2019 y ha vuelto al servicio, quitándole el título a la Challenger 3985 como la locomotora en servicio más grande y poderosa del mundo.

## Antecedentes
Después de la introducción de la primera locomotora tipo Challenger (4-6-6-4) en 1936, la Union Pacific Railroad necesitaba una locomotora con una mayor potencia y fuerza de tracción sostenida para eliminar la necesidad de tracción doble y ayudar en la operaciones en las pendientes del este de Utah y el oeste de Wyoming. En colaboración con American Locomotive Company, el equipo de diseño de la Union Pacific, liderado por Otto Jabelmann, estudió el diseño original de las Challenger, ejecutado por A.H. Fetters. Encontraron que incrementando el tamaño del hogar a 6 x 2,4 m (unos 14,4 m²), alargando la caldera, agregando cuatro ruedas motrices y reduciendo el tamaño de estas de 1.753 mm a 1.727 mm, la locomotora deseada era posible.

## Historia
Una Big Boy podía generar más de 6.290 cv (4,7 MW). Esto es un valor conservador debido a que las 4000 quemaban carbón de Wyoming de baja calidad. Las Big Boy fueron las únicas locomotoras en tener la disposición de ejes 4-8-8-4 en la notación Whyte, combinando dos juegos de ocho ruedas motrices, junto a un boje guía de cuatro ruedas para darle estabilidad en las curvas y otro boje de cuatro ruedas para soportar el hogar de gran tamaño.
Las Big Boy estaban específicamente diseñadas para cubrir la necesidad de arrastrar trenes de 3.300 Tn en las largas pendientes de 1,14% de las Montañas Wasatch en Utah. Hasta ese momento, era necesario usar locomotoras auxiliares. Acoplar y luego retirar las locomotoras auxiliares hacía lento el movimiento de los trenes. Para que una locomotora sea exitosa en esta tarea, tenía que ser más rápida y potente que las locomotoras compuestas 2-8-8-0 y 2-8-8-2 que la Union Pacific ("UP") probó después de la Primera Guerra Mundial. Para evitar cambios de locomotora, la nueva clase debía poder arrastrar largos trenes a una velocidad sostenida de 97 km/h, una vez pasadas las montañas. Para el final de la carrera de las 4000 (a fines de la década de 1950) se comprobó que aún podía arrastrar más de su tonelaje nominal de 3.300 Tn. Se incrementaron el peso de los trenes hasta el punto de poder arrastrar 4.000 Tn en la pendiente Wasatch, sin asistencia.
La locomotora Big Boy era articulada por el sistema Mallet, pero usaba simple expansión en lugar de expansión doble, a diferencia del diseño Mallet original.
Las Big Boy fueron diseñadas para ser estables a 130 km/h, y construidas con un amplio margen de seguridad y confiabilidad, ya que normalmente se operaban muy por debajo de esa velocidad en el servicio de transporte de mercancías. La potencia óptima se alcanzaba a alrededor de 56 km/h; y la tracción óptima a 16 km/h. Pocas locomotoras articuladas de la época eran capaces de alcanzar esas velocidades, como las Challenger 4-6-6-4 de Union Pacific. En muchos aspectos, la Big Boy podía ser considerada como una Challenger más grande, más pesada y más potente.

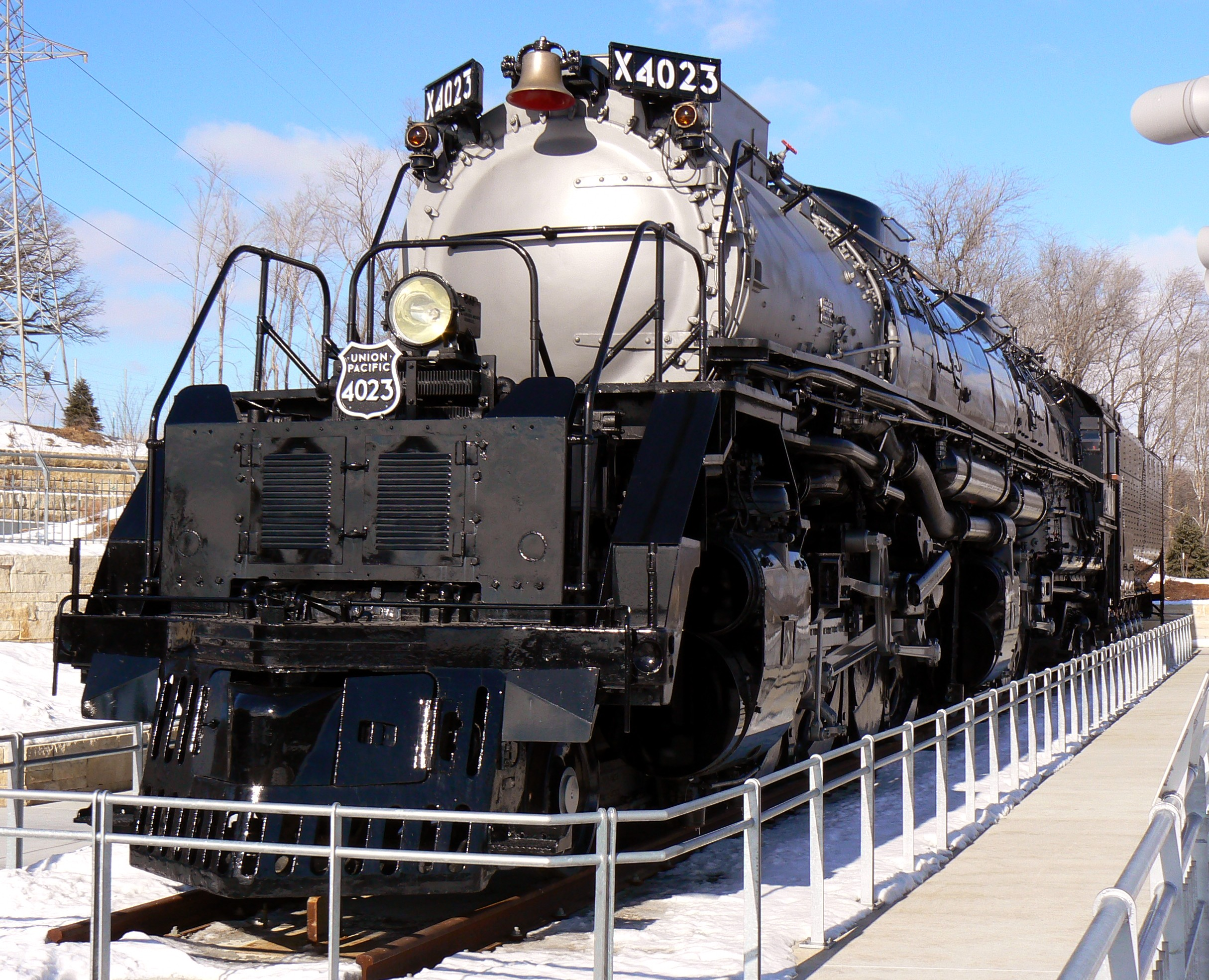
Big Boy N.º 4023 en exhibición permanente en Omaha, Nebraska.

En total, 25 Big Boy fueron construidas, en dos lotes de diez y uno de cinco locomotoras. Todas eran alimentadas con carbón, con grandes hogares para quemar el carbón de baja calidad de Wyoming, de las minas propiedad del ferrocarril. Una locomotora, la N.º 4005, fue experimentalmente convertida para quemar fuel. Al contrario de lo experimentado con las tipo Challenger, este cambio no fue exitoso, y la locomotora fue pronto reconvertida a carbón. La razón de este fracaso fue el uso de un quemador simple, por lo que, en el gran hogar de la Big Boy, producía calor insuficiente y desigual. Se desconoce por qué no se emplearon quemadores múltiples, aunque con la dieselización en su apogeo después de 1945, la compañía probablemente perdió interés en posteriores desarrollos del vapor.
El 27 de abril de 1953, la locomotora #4005 estaba arrastrando un tren de carga a través del sur de Wyoming cuando saltó una vía de conmutación a 50 mph (80 km / h), arrojando la locomotora a su lado izquierdo y descarrilando su ténder y los primeros 18 vagones de carga de su tren de 62 vagones. El ingeniero y el fogonero murieron en el impacto. El guardafrenos murió de quemaduras severas en un hospital unos días después. El ténder destruyó la cabina de la locomotora, y las cargas de los 18 vagones descarrilados se dispersaron. La locomotora fue reparada por la Union Pacific en sus instalaciones de Cheyenne y posteriormente fue devuelta al servicio.
Las Big Boy prestaron un importante servicio en la Segunda Guerra Mundial, especialmente debido a que era fácil de manejar e incluso los principiantes podían hacer un buen trabajo. Dado que muchos hombres nuevos, que habían sido eximidos del servicio militar en el frente, habían sido contratados por las compañías de ferrocarriles para reemplazar a los tripulantes que habían ido a la guerra, esto resultó ventajoso. Durante la guerra, cuando los agentes alemanes mandaron informes de que los estadounidenses tenían locomotoras de vapor gigantes que podían remolcar trenes enormes repletos de material de guerra vital a través de las montañas a altas velocidades, no fueron creídos y calificados como "imposibles". Sus prestaciones para mover enormes cantidades de material de guerra durante la Segunda Guerra Mundial han sido repetidamente reconocidas, y la Big Boy es siempre reputada por haber hecho una enorme contribución al esfuerzo bélico.
Los incrementos del precio del carbón y de la mano de obra en la posguerra y la eficiencia de las diésel-eléctricas y de las turbinas de gas anunciaron una vida limitada para las Big Boy, pero fueron de las últimas locomotoras de vapor en salir de servicio. El último tren arrastrado por una Big Boy fue en julio de 1959; y la última dejó de funcionar el 21 de julio temprano por la mañana. Muchas fueron almacenadas en estado operacional hasta 1961, y cuatro se mantuvieron en condiciones de funcionamiento en Green River, Wyoming hasta 1962. Sus funciones fueron gradualmente asumidas por las locomotoras diésel y de turbina.

## Comparaciones
A menudo se afirma que la Big Boy fue la locomotora de vapor más grande jamás construida. Sin embargo, esto es muy debatido. Por ejemplo: peso, largo, potencia y tracción son categorías en las que una locomotora puede ser calificada, y en cada una de ellas encontramos una "más grande" que la Big Boy. Sin embargo, en el rendimiento general y confiabilidad, entre todos los "fierros pesados", la Big Boy era insuperable.
Sin el ténder, la Big Boy fue la locomotora más larga, aunque su caldera, de menor diámetro, encaja dentro de la caldera de una H-8 Allegheny. La H-8 Allegheny era también algo más pesada que la Big Boy, con 547.500 kg.

## Preservación
La Big Boy es una de las más representativas y mejor preservadas de las locomotoras de vapor en Estados Unidos, debido a su legendaria reputación y a ser una de las últimas en ser retirada del servicio, en 1959. Ocho de las 25 todavía existen:

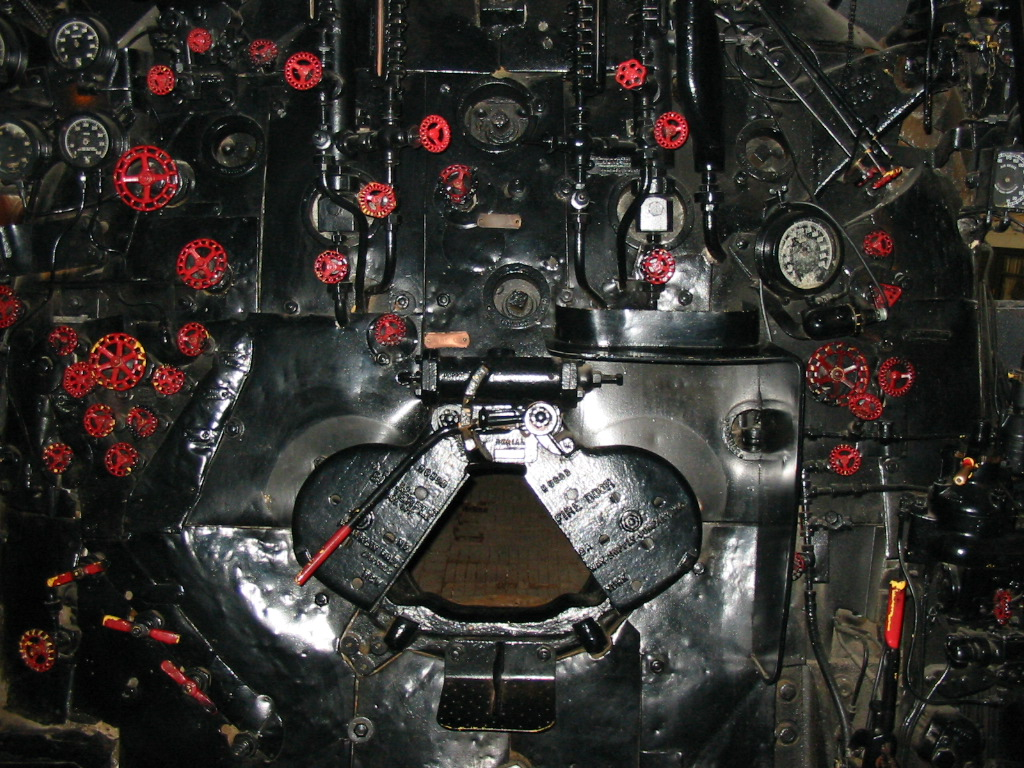
Los mandos de la 4017 en el National Railroad Museum en Green Bay, WI.

- 4004: Holliday Park, Cheyenne, Wyoming 41°08′12.30″N 104°47′59.4″O / 41.1367500, -104.799833
- 4005: Forney Transportation Museum, Denver, Colorado 39°46′37.38″N 104°58′13.8″O / 39.7770500, -104.970500
- 4006: Museum of Transportation, San Luis, Misuri 38°34′19.73″N 090°27′40.0″O / 38.5721472, -90.461111
- 4012: Steamtown National Historic Site, Scranton, Pennsylvania 41°24′26.96″N 075°40′10.8″O / 41.4074889, -75.669667
- 4014: Railway and Locomotive Historical Society, Southern California Chapter, Fairplex, Pomona, California 34°05′01.44″N 117°46′14.44″O / 34.0837333, -117.7706778
- 4017: National Railroad Museum, Green Bay, Wisconsin 44°29′02.70″N 088°02′55.1″O / 44.4840833, -88.048639
- 4018: Museum of the American Railroad, Dallas, Texas 32°46′58.32″N 096°45′49.4″O / 32.7828667, -96.763722
- 4023: Kenefick Park, Omaha, Nebraska 41°13′49.03″N 095°54′54.3″O / 41.2302861, -95.915083

Todas excepto las números 4005 y 4017 están actualmente al aire libre sin protección de las inclemencias. El aire seco del sur de California contribuyó a que la N.º 4014 sea la mejor preservada de las sobrevivientes, asistida por los cuidados de la sección local de la Railway and Locomotive Historical Society. El ejemplar de Steamtown también se encuentra en buenas condiciones, aunque las condiciones meteorológicas más duras del noreste se han cobrado su precio. El Forney Museum of Transportation en Denver trasladó la 4005 a un edificio renovado en enero de 2001. Gracias a un considerable esfuerzo de los voluntarios y a la recaudación de fondos, la número 4017 ahora se halla junto a otras piezas en un espacio cubierto con clima controlado en el museo en Green Bay. 
Cuando se construyeron las locomotoras, se introdujeron cambios en la línea principal de Wasatch para darles cabida. En los casi cincuenta años desde su retiro, estas modificaciones se han alterado. Había solo unas pocas terminales en el UP con un puente giratorio lo suficientemente grande para dar vuelta a las Big Boys, y muchas de esas se han desmontado, aunque ciertamente hay muchos empalmes en triángulo en los cuales las Big Boys pueden ser revertidas. El consumo de carbón de estas locomotoras era colosal y la única conversión a petróleo no fue exitosa. La Challenger 3985 fue convertida a petróleo unos años después de su restauración, ya que las chispas que emitía por la chimenea causaban incendios en los pastizales. El Estado de Colorado pretendía prohibir la circulación de esta máquina hasta que se hizo el cambio (a pesar de que dicha prohibición iba más allá de las atribuciones de cualquier Estado, pudiéndolo hacer únicamente la Administración Federal de Ferrocarriles). En la era del diésel, el combustible diésel es mucho más fácil de obtener (y cargar) que el carbón, por lo que las Big Boys sobrevivientes probablemente permanecerán inoperativas, a pesar de que las conversiones de la Challenger y la 844 muestren que es viable convertir una Big Boy. Dinero, tiempo y un motivo parecen ser los principales obstáculos.
En el año 2006, una estación de radio Cheyenne emitió una broma a los oyentes en el Día de los Inocentes (que en USA se festeja el 1 de abril) al afirmar que, durante la noche anterior, la locomotora Big Boy exhibida en el Parque Holliday había sido robada. A pesar de la casi imposibilidad del robo de un objeto tan pesado sin vías que lo conecten a un ferrocarril, varios oyentes cayeron en la broma y fueron a investigar.[cita requerida]

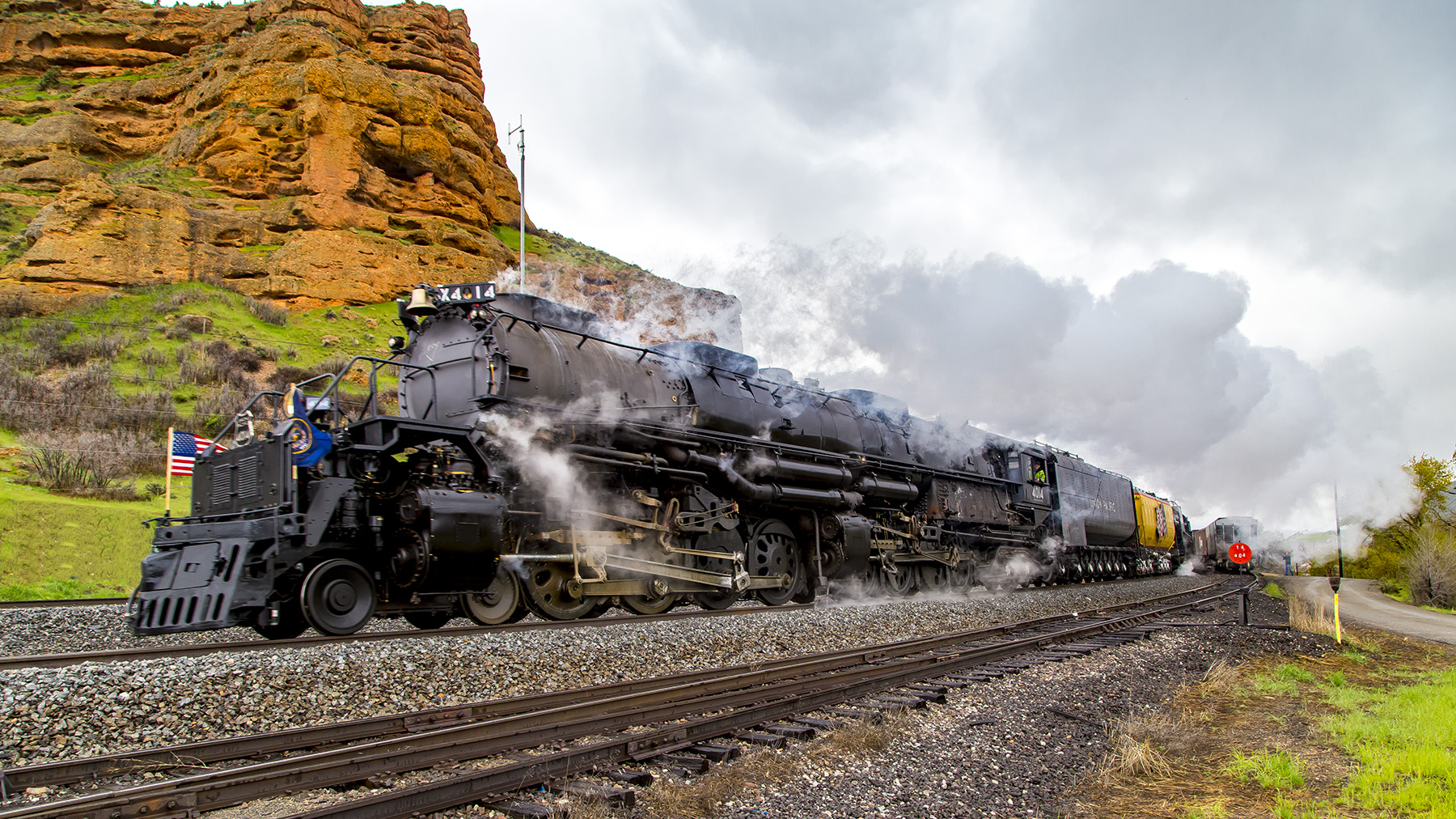
La Big Boy #4014 junto a la #844 en ruta a Odgen Utah por el aniversario 150 del Golden Spike.

En mayo de 2019, la UP 4014 fue restaurada completamente con la intención de ponerla nuevamente en funcionamiento, en los talleres de Union Pacific en Cheyenne, Wyoming, convirtiéndose en la locomotora en servicio más grande y poderosa del mundo. 